# 전종
전종(全琮, 196년 ~ 247년 또는 198년 ~ 249년)은 중국 후한 말 ~ 삼국 시대 오나라의 장군으로 자는 자황(子璜)이며 양주(揚州) 오군 전당현(錢塘縣) 사람이다.

## 행적
대제의 사위였다.
아버지 전유(全柔)의 명령으로 쌀 수천 곡을 배에 싣고 물건과 바꾸러 오군으로 갔는데, 전종은 오군에 쌀을 흩어 뿌려 사람들을 구제하고 빈 손으로 돌아왔다. 전유는 분노했다. 전종은 "바꾸려 한 물건은 긴요한 것이 아니지만, 사대부들이 고난에 닥쳤기에 미처 알리지 못하고 구제했습니다" 라고 답했다. 전유는 이를 기이하게 여겼다고 한다.
주유가 죽었을 때(210년), 방통이 주유의 상여를 운구하여 오에 이르렀다가 돌아가는 길에 창문(昌門)에서 육적·고소·전종을 만났다. 방통은 이 세 사람을 평했는데, 전종에게는 가로되,“경은 베푸는 것을 좋아하고 명성을 흠모하니, 여남의 번자소(樊子昭)와 비슷한 것이 있습니다. 비록 지력은 많지 않으나, 역시 한 시대의 뛰어난 인물입니다.”.
후에 손권이 분위교위로 임명하여 산월을 토벌하도록 했고, 전종은 이를 이용하여 정병 1만 명을 얻었다. 승진하여 편장군이 되었다.
건안 24년(219년), 손권은 여몽과 함께 관우를 습격할 계획을 세우고 있었는데, 전종이 상소를 올려 관우를 토벌할 계책을 올렸다. 손권은 비밀이 새어나갈 것을 꺼려 전종의 표를 받고도 대답하지 않았으나, 관우를 체포한 후 손권은 전종을 치하하고 양화정후로 봉했다.
황무 원년(222년), 위나라에서 많은 수군을 동구로 내보냈다. 손권은 여범을 대장으로 삼아 이를 막게 했다. 양군은 서로 지켜보고 있었으며, 적군이 가끔 가벼운 배를 타고 습격해 오면, 전종은 항상 갑옷을 입고 병장기를 쥐고, 적의 동태를 살펴 쉬지 않았다. 이윽고, 적병 수천 명이 강에 나타나자, 전종은 이를 격파하고, 서성과 함께 적장 윤로를 추격하여 효수했다. 전종은 전임되어 수남장군이 되었고, 전당후로 승진했다. 동 4년(225년), 부절이 더해졌고, 구강태수를 겸했다.
동 7년(228년), 석정 싸움에 좌독으로 3만 군사를 거느리고 참전해 조휴를 무찔렀다. 이때 단양·오·회계의 산월 백성이 도적이 되어, 속현들을 공격해 함몰시켰다. 손권은 3군의 험지를 나누어 동안군을 세우고, 전종으로 태수를 삼았다. 전종은 이르러 상벌을 밝히 하고 투항을 권유하여, 수 년 만에 1만여 사람을 얻었다. 손권은 전종을 우저로 귀환시키고, 동안군을 없앴다.
황룡 원년(229년), 손권은 동오를 건국하고 제위에 올랐다(대제). 전종은 위장군·좌호군·서주목으로 승진했고, 공주(손노반)를 아내로 맞이했다.
가화 2년(233년), 대제가 친히 합비신성을 침과 동시에, 전종은 보기 5만을 지휘하여 육안을 쳤으니, 육안의 백성들이 모두 흩어져 달아났다. 제장들은 이들을 사로잡고자 하였으나, 전종은 위험하다고 말했다. 대제와 전종 모두 이기지 못하고 돌아왔다. 가화 6년(237년) 겨울 10월, 전종은 육안을 쳤으나 이기지 못했다. 이 해, 위나라의 여강군 주부 여습(呂習)이 오나라에 대군을 요청하고 자신은 성을 열어 내응하기로 했으므로, 주환과 함께 이를 맞으러 갔다. 그러나 중도에 일이 발각되었고, 주환의 활약으로 퇴각할 수 있었다.
적오 4년(241년) 여름 4월, 대제의 명령으로 회남을 공략하러 가 작피(芍陂, 회남 지방에 있는 제방의 이름)를 무너뜨리고 안성의 저각을 불태우고 그 곳의 백성들을 거두어들였다. 위의 정동장군 왕릉과 작피 제방을 두고 며칠 간 치열하게 싸웠으나, 마침내 전종이 져 중랑장 진황(秦晃) 등 10여 장수를 잃었다.
적오 9년(246년), 전종은 우대사마, 좌군사로 승진했다.
전종은 사람됨이 공손하여, 안색을 보아 의견을 바치는 것을 잘 했고, 언사는 남을 거스르지 않았다. 당초 대제가 주애와 이주를 정벌하려 할 때 전종에게 의견을 물었다. 전종은 반대하였으나, 대제는 듣지 않았고 출병했으며, 1년 후 질병으로 인해 병사 중 8, 9할을 잃었다.
대제가 태자 손화와 노왕 손패의 대우를 동등하게 하여, 태자의 지위가 흔들리기 시작했다. 그러자 대신들은 태자 손화를 지지하는 당과 노왕 손패를 지지하는 당으로 나뉘었는데, 전종의 차남 전기(全寄)는 손패의 당이 되었다. 승상 육손은 이 때문에 전종에게 편지를 보내 전기를 비호한 것을 경고했는데, 전종은 이를 받아들이지 않아 육손과 전종 사이에 틈이 벌어지게 되었다. 또, 작피 전투의 논공행상에서 손화파로 전기와 사이가 나쁜 고담의 아우 고승이 장휴와 함께, 전종의 맏아들 전서와 조카 전단보다 높은 지위를 받았으므로, 전종과 전기 부자는 이를 원망하여 고담·고승·장휴를 무고하여 교주로 유배보냈다.
전종전에 따르면, 동 12년(249년), 혹은 오주전에 따르면, 동 10년(247년), 전종은 52세의 나이로 숨을 거두었다. 전종의 지위와 전종이 거느리던 병사는 아들 전역이 이었다.

## 친척 관계
- 전유(全柔) (아버지)
- 손권 (장인)
  - 전종
    - 전서(全緖) (장남)
    - 전기(全寄) (차남)
    - 전역(全懌) (사자)
      - 전휘(全輝) (손자, 전역의 형의 아들)
      - 전의(全儀) (손자, 전역의 형의 아들)
      - 전위(全禕) (손자, 전역의 형의 아들)
      - 전정(全靜) (손자, 전역의 형의 아들)

    - 전오(全吳) (소자)

  -  ?
    - 전단(全端) (조카)
    - 전편(全翩) (조카)
    - 전집(全緝) (조카)

  -  ?
    -  ?
      - 전상(全尙) (종손)
        - 전기(全紀) (종증손)
        - 전부인(全夫人) (종증손녀, 회계왕 양의 황후)
- 전희(全熙) (일족, 혈연 미상)

## 같이 보기
- 삼국지 인물 목록